# Austrothaumalea uptoni
Austrothaumalea uptoni är en tvåvingeart som beskrevs av Günther Theischinger 1986. Austrothaumalea uptoni ingår i släktet Austrothaumalea och familjen mätarmyggor. Inga underarter finns listade.